# 関東学院大学大沢記念建築設備工学研究所
大沢記念建築設備工学研究所（おおさわきねんけんちくせつびこうがくけんきゅうしょ、英称:Osawa Memorial Institute of Architectural Environmental Engineering、略称：設工研）は、関東学院大学が附置する研究所。

## 概要
設立は1968年。建築設備、環境共生技術などを中心に幅広い分野の研究が行われている。
2005年に文部科学省学術フロンティア推進事業としてリニューアル工事を行い、総合的なサスティナブル建築＝環境共生技術フロンティアとして再生・改修されたことにより、建物全体が環境共生技術のための一つの大きな実験装置となっている。

## 所在地
神奈川県横浜市金沢区六浦東1-50-1　（関東学院大学金沢八景キャンパス内）

## 沿革
1965年、関東学院大学工学部に国内初の建築設備工学科が設置され、建築設備技術者の育成を開始したが、この大学教育を研究面で支えるという役割を持つと同時に、建築設備技術の発展と建築設備技術者の再教育や産学協同研究の場が要望され、寄付と神奈川県・横浜市の助成を受けて、1968年5月18日、独立した研究所が関東学院大学金沢八景キャンパス内に設置された。

## 研究分野
- 建築環境工学（空気・熱）、建築設備（空調）分野
- 給排水衛生設備、環境工学分野
- 熱工学、気調和工学分野
- 建築電気設備工学分野
- 環境工学分野
- 建築デザイン・計画分野

## 研究設備
- 建築環境設備シミュレーションタワー
- 次世代型空調システム性能試験室
- 環境制御シミュレーションルーム
- 雨水循環･排水再利用設備
- 気流･水流シミュレーター
- 都市環境計測設備
- 橋梁構造物劣化診断装置
- 環境実験土槽
- 材料耐久試験機
- 都市自然災害シミュレーション設備
- 常時微動計測装置
- 地盤環境計測装置

## 公式サイト
- 関東学院大学大沢記念建築設備工学研究所